# فیوزر
فیوزر دستگاهی برای رسیدن به همجوشی کنترل‌شده‌است که با به‌کارگیری یک میدان مغناطیسی، یون‌ها را گرم کرده و آن‌ها را به شرایط همجوشی هسته‌ای می‌رساند. این دستگاه با القای ولتاژی میان دو قفسه فلزی که درون یک محفظه خلأ قرار گرفته‌اند باعث سقوط یون‌های مثبت به پایین می‌شود و چنانچه این یون‌ها در مرکز به یکدیگر برخورد کنند، می‌توانند فیوز شوند. این دستگاه در حقیقت نوعی از دستگاه‌های محصور کننده اینرسی الکتروستاتیک (IEC) است- شاخه‌ای از همجوشی.
فیوزر فارنسورث-هیرش رایج‌ترین نمونه فیوزر است. این فیوزر برآمد کارهای فیلو تی. فارنسورث در ۱۹۶۴ و رابرت ال. هیرش در ۱۹۶۷ است.ویلیام المور، جیمز ال. توک و کن واتسون، پیش تر نوعی فیوزر را در آزمایشگاه ملی لس آلاموس مطرح کرده بودند هرچند هرگز ساخته نشد.
فیوزرها توسط نهادها و سازمان‌های گوناگون ساخته شده‌اند، موسسات دانشگاهی همچون دانشگاه ویسکانسین-مدیسن، موسسه فناوری ماساچوست و همچنین سازمان‌های دولتی همچون سازمان انرژی اتمی ایران یا سازمان انرژی اتمی ترکیه.فیوزرها همچنین به عنوان منابعی برای نوترون‌ها توسط دایملر کرایسلر ایروسپیس و روشی برای تولید ایزوتوپهای پزشکی، به‌طور تجاری ساخته شده و توسعه یافته‌اند. همچنین فیوزرها در میان شمار رو به افزایشی از علاقه‌مندان تازه‌کار محبوبیت یافته‌اند و علاقه‌مندان با استفاده از فیوزرهای ساده همجوشی هسته‌ای انجام می‌دهند. به هر روی دانشمندان فیوزر را یک راهکار عملی برای تولید انرژی در مقیاس بزرگ نمی‌دانند.